# Vahrenwald-List
Vahrenwald-List, Stadtbezirk Vahrenwald-List – najludniejszy okręg administracyjny w Hanowerze, w Niemczech, w kraju związkowym Dolna Saksonia. Liczy (2021) 71 100 mieszkańców. W jego skład wchodzą dwie historyczne dzielnice (Stadtteil), dawne miejscowości: Vahrenwald i List.
Najwcześniej był wzmiankowany Vahrenwald (w 1266 jako Vorenwalde). Również nazwa List nawiązuje do sąsiedztwa lasu – oznaczała dawniej osadę na jego skraju. Do czasów dzisiejszych dzielnice obejmują częściowo las miejski Eilenriede. 
Obie dzielnice ogranicza od północy Kanał Śródlądowy (Mittellandkanal), którego brzegi częściowo zagospodarowano ogródkami działkowymi.
Tereny okręgu mieściły wcześniej liczne znane hanowerskie zakłady przemysłowe (m.in. Continental, Pelikan, Deutsche Grammophon). Siedziba firmy Bahlsen do dziś znajduje się na terenie okręgu (Podbielskistr.).

## Rozwój populacji

Wykres przedstawia rozwój populacji w powiecie Vahrenwald-List od 1 stycznia 2005 roku. 